# Midsummer Madness
Midsummer Madness (Den gale Sankt Hans) også lettisk: Jāņu nakts (tilsvarende: Sankt Hans' nat) er en komediefilm fra 2007, som fortæller 6 forskellige samtidige historier, der foregår optil og efter den lettiske fejring af Sankt Hans. Alle historierne foregår i Letland, dog kører dem, som den ene historie handler om, til Litauen for senere at vende tilbage til Riga, Letland. Alle historierne samles på den ene eller anden måde på et uspecificeret hospital i Riga. Fælles for alle historierne er, at de på en eller anden måde finder kærligheden eller "finder den mytologiske bregneblomst", som bliver nævnt flere gange i filmen, og som ifølge lettisk mytologi skulle give frugtbarhed, i det moderne Letland betyder det at finde bregneblomsten bl.a. at have sex. I løbet af filmen ser man en egentlig magisk bregneblomst, men den bliver af ukendte årsager spist af en ko.

## Handling
Her følger en kort beskrivelse af hver historie i tilfældig rækkefølge:
1. En amerikaner er taget til Riga, Letland for at finde sin halvsøster, som hans far har fået med en lettisk kvinde, han mødte for længe siden. Uheldigvis tager amerikaneren en taxa med en knap så ærlig taxachauffør, som siger, at Ogre, som er byen hvor den lettiske kvinde bor, er meget langt væk fra Riga. I realiteten er Ogre kun ca. 30 minutters kørsel fra Riga, men taxachaufføren kører amerikaneren rundt i timevis, til det bliver mørkt. Da de endelig når frem til kvinden, viser det sig, at hun aldrig havde været gravid, og det billede hun havde sendt med sin påståede datter, blot var naboens datter. Hun ville bare møde amerikanerens far igen. Amerikaneren ender efter et uheld på et hospital i Riga, hvor han møder kvinden på billedet, som han bliver gift med!
2. To franskmænd venter i Riga lufthavn på deres forudbestilte vogn, da vognen kommer finder franskmændene ud af, at Letland og Litauen er to forskellige lande, da de vil køres til Korshøjen i Litauen. Den ene franskmand er en enke, hvis mand var en slagter fra Litauen, som havde en pølsefabrik i Rumænien eller Bulgarien, som hun har arvet. Hun er taget til Letland for at sprede sin mands aske ud ved korshøjen, som viser sig at være i Litauen. De kører så de 3 timer det tager at køre til korshøjen fra Riga Lufthavn, hvor de spreder aksen ud. På vejen tilbage kører de en kænguru ned og haster dernæst til det førnævnte hospital i Riga, for at se om de kan rede kænguruen. 
3. En gruppe lettiske brandmænd venter i fuld uniform i Riga lufthavn på 2 engelske brandmænd fra Liverpool, som kommer for at markere venskabet med Liverpool og den by de lettiske brandmænd kommer fra. Sammen med englænderne kører de ud for at fejre Sankt Hans på stranden. De køber øl på vejen, og på stranden fortæller letterne om mange af de traditioner, som letterne har under Sankt Hans. De 2 englændere beslutter sig efter at have festet til langt ud på natten at gå sammen ud for at lede efter den magiske bregneblomst, da de er gået, undrer letterne sig over, hvorfor de to mænd gik sammen ud for at finde blomsten. Efter englænderne har gået rundt i en skov i et stykke tid, får de øje på en sø, som de bader i, da der pludselig bliver fyret fyrværkeri af i baggrunden, står de to englændere og kigger på hinanden, og der er kærlighed i luften! Efter at have kigget på hinanden ser de, at nogle af de lettiske brandmænd har sat ild til deres tøj, som de havde efterladt ved søbreden. På vej tilbage til letterne træder den ene englænder i en bjørnefælde og de tager til hospitalet i Riga. På hospitalet spørger lederen af de lettiske brandmænd, om der er noget mellem de to englændere, og englænderen som ikke trådte i bjørnefælden siger, at han er meget bekymret for den anden englænder, og at han betyder mere for ham end nogen anden. De to englændere åbner senere den bedste bøssebar i Riga!
4. To primært russisktalende brødre er blevet vrede over, at benzinpriserne er blevet for høje, og de beslutter sig for at bore hul i en olieledning for at starte deres egen sorte benzinhandel. Desværre kommer den ene bror til skade, da han borer hul i rørledningen og bliver skudt flere meter væk af det stærke tryk. De tager til hospitalet i Riga, hvor de må vente længe, fordi receptionisten taler i telefon med en veninde. De åbner senere deres egen benzintank, med Letlands billigste benzin.
5. En lettisk stewardesse tager sin japanske kæreste med hjem for at fejre Sankt Hans med sin far. Men hun har ikke fortalt faderen om kæresten, hvilket går kæresten meget på. Mødet med faderen og hans kæreste går temmelig godt. Stewardessen og japaneren går ud i et skur, hvor stewardessen bønfalder japaneren om at binde hende nøgen fast til et hjul. Nogle børn sætter ild til et dæk, som de triller ned ad en bakke, det brændende dæk rammer skuret, som kæresteparret gemmer sig i, og det bryder i brand. Faderen kommer kun derhen, fordi hans kæreste skal føde, han ser japaneren komme trækkende ud ad skuret med sin datter bundet fast til hjulet, hvorefter han går amok på japaneren, på trods af datteren råber, at det var hende, der ville bindes! På hospitalet undskylder faderen overfor japaneren, som har fået nok af stewardessen. Stewardessen lægger an på lægen, som undersøger hende, og det lykkes hende at forføre ham, hun får senere en kæreste, men får en affære med hans bror og hans venner. Japaneren underviser senere på Letlands universitet i SM.
6. En russisktalende ålesælger prøver at få en kontrakt i hus med to tyske handelsmænd, men det går i vasken på trods af, at han forsøger med fest og kvinder at lokke dem til at skrive under. Den ene tysker, bliver skæv efter at have spist for mange svampe, han går nøgen ud i naturen, hvor han taler med køer og kravler rundt i træer. Han bliver indlagt på hospitalet i Riga. Ålesælgerne flytter til Rusland, hvor han bliver ven med Putin!